# KB, nationale bibliotheek
De KB, nationale bibliotheek (voorheen de Koninklijke Bibliotheek) is de nationale bibliotheek van Nederland, gevestigd in Den Haag. Zij verzamelt alles wat in en over Nederland verschijnt, van middeleeuwse literatuur tot aan publicaties van vandaag. Zo’n 7 miljoen publicaties zijn in de magazijnen opgeslagen, boeken, kranten en tijdschriften. De KB biedt ook veel digitale diensten, zoals de landelijke Online Bibliotheek (met e-books en luisterboeken) en Delpher (miljoenen gedigitaliseerde pagina’s). Sinds 2015 heeft de KB een coördinerende rol voor het netwerk van de openbare bibliotheek.
De bibliotheek is opgericht in 1798 en ontving de naam Koninklijke Bibliotheek in 1806 van koning Lodewijk Napoleon. De instelling is sinds 1993 een zelfstandig bestuursorgaan, grotendeels gefinancierd door het ministerie van Onderwijs, Cultuur en Wetenschap. In 2020 is de naam veranderd in KB, nationale bibliotheek.

## Taken
De taak van de KB is het verwerven, ontsluiten, beheren en ter beschikking stellen van het gedrukte (inclusief de moderne digitale varianten) erfgoed van Nederland en hiermee aan iedereen in Nederland de mogelijkheid te bieden om te lezen, leren en onderzoeken. Verder heeft zij de regie en coördinatie voor de Openbare Bibliotheek-wereld volgens de Wet stelsel openbare bibliotheekvoorzieningen (WSOB). De Koninklijke Bibliotheek geeft toegang tot kennis en cultuur van het heden en verleden van Nederland en fungeert als kenniscentrum voor wetenschappelijke informatievoorziening waarbij zij hoogwaardige diensten voor onderzoek, studie en cultuurbeleving levert. Samen met het netwerk van (openbare) bibliotheken bouwt de KB aan de nationale digitale bibliotheek.

## Collectie
In de oudere collecties van de KB stonden de geesteswetenschappen centraal, met het accent op Nederlandse geschiedenis, taal en cultuur. In 1871 kocht de bibliotheek de bibliotheek van dr. Antonius van der Linde, onder andere gewijd aan schaken. Gemengd met die van dr. Meindert Niemeijer, verworven in 1948, vormt de Bibliotheca Van der Linde-Niemeijeriana (ongeveer 35.000 titels) wereldwijd een van de belangrijkste collecties over dit onderwerp. Begin jaren zeventig introduceerde Jan Storm van Leeuwen, conservator boekbanden, het beeldverhaal als nieuw acquisitie gebied. Maar sinds 1974 worden in het kader van het Depot van Nederlandse Publicaties ook alle publicaties op het gebied van de exacte en gammawetenschappen verzameld.
In 2016 bevonden zich in de KB 7 miljoen stuks bibliotheekmateriaal. Dat komt overeen met ruim 115 kilometer plankruimte voor onder meer boeken, kranten, tijdschriften, geografische kaarten, handschriften en pamfletten. De collectie beslaat vrijwel de gehele Nederlandse letterkunde, van grote aantallen middeleeuwse handschriften tot en met de meest recente publicaties. De KB verzamelt ook e-boeken (2500 nieuwe in 2016), digitale tijdschriftartikelen (2,6 miljoen nieuwe artikelen in 2016) en slaat jaarlijks honderden gehele websites op (1800 in 2016).

### Topstukken
Tot de topstukken behoren bijvoorbeeld de in 1809 aangekochte Beatrijs, het in 2001 verworven Trivulzio-getijdenboek en het in 2007 verworven Gruuthuse-handschrift. Ook het negende-eeuwse Evangeliarium van Egmond, waarin onder meer de eerste afbeeldingen van Nederlandse personen en gebouwen staan, is een van de topstukken. Een ander topstuk is de Atlas Van der Hagen, sinds 1887 in het bezit van de Koninklijke Bibliotheek en afkomstig uit het legaat van Pieter Jan Baptist Carel Robidé van der Aa.

### Galerij

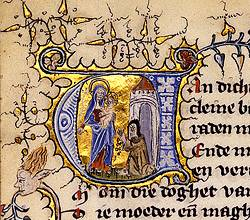
Verluchte initiaal aan het begin van het Beatrijs-handschrift.
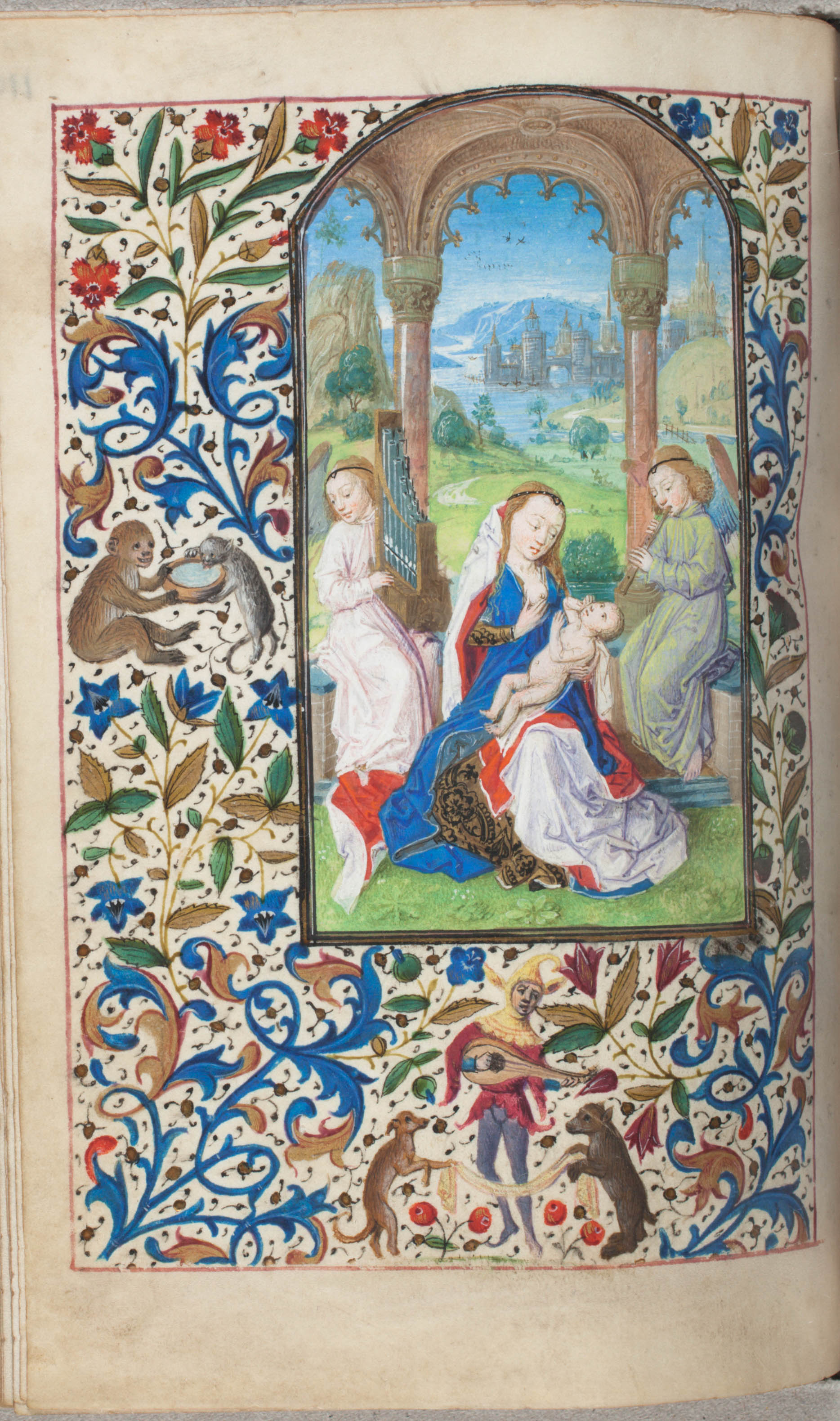
Trivulzio-getijdenboek, folio 110v.
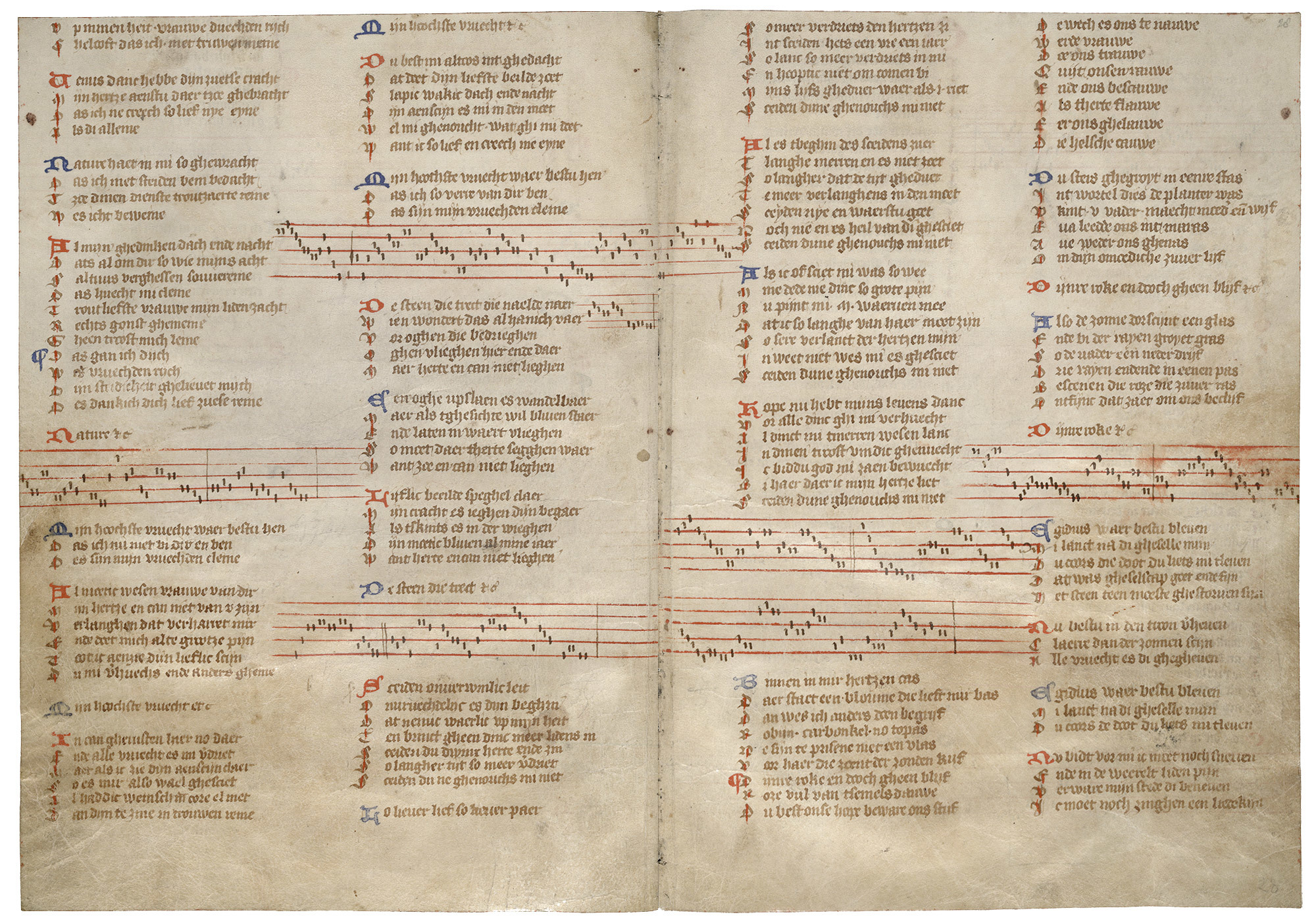
Gruuthuse-manuscript, 27v-28r
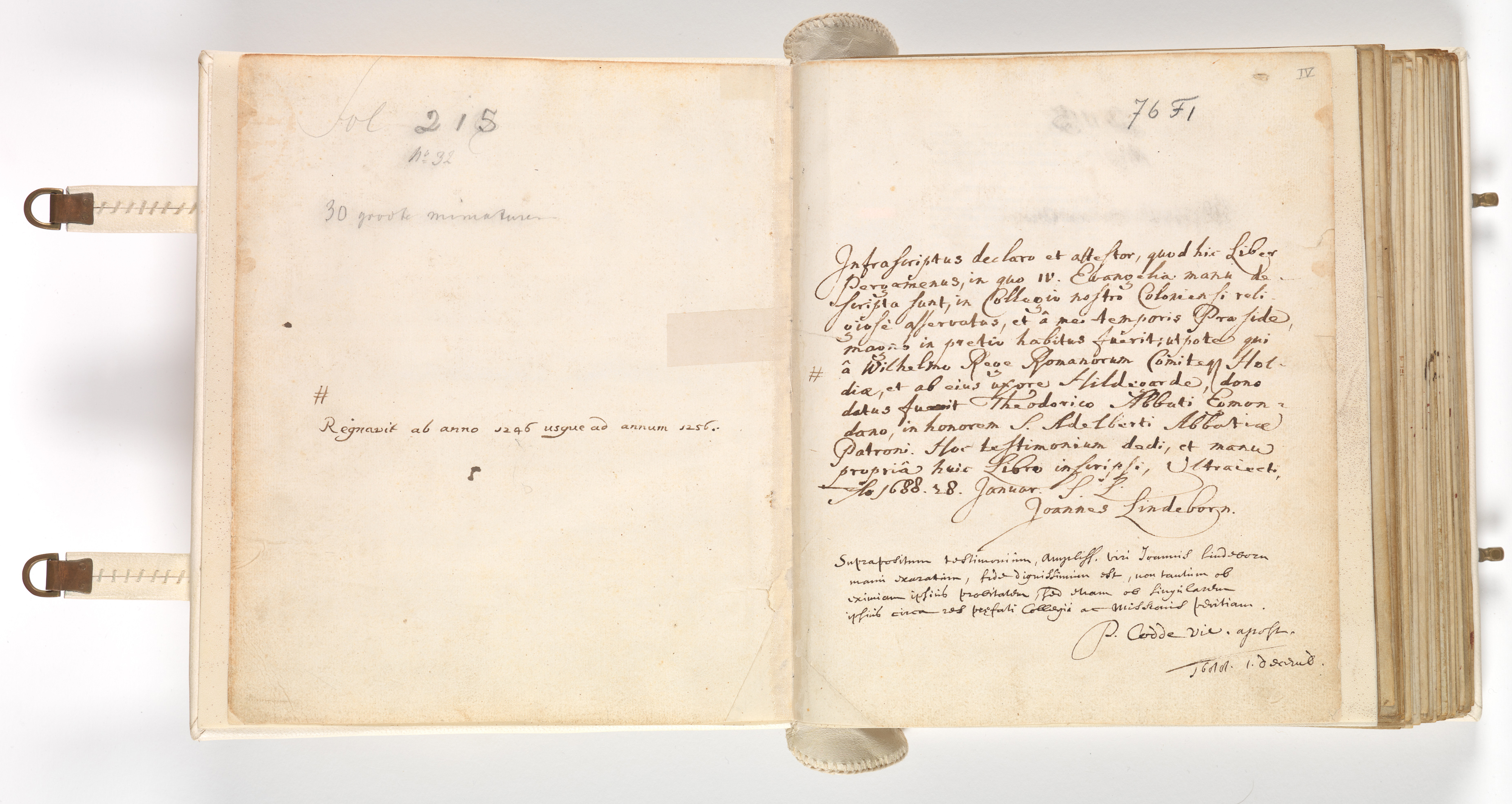
Evangeliarium van Egmond IIIv-IVr
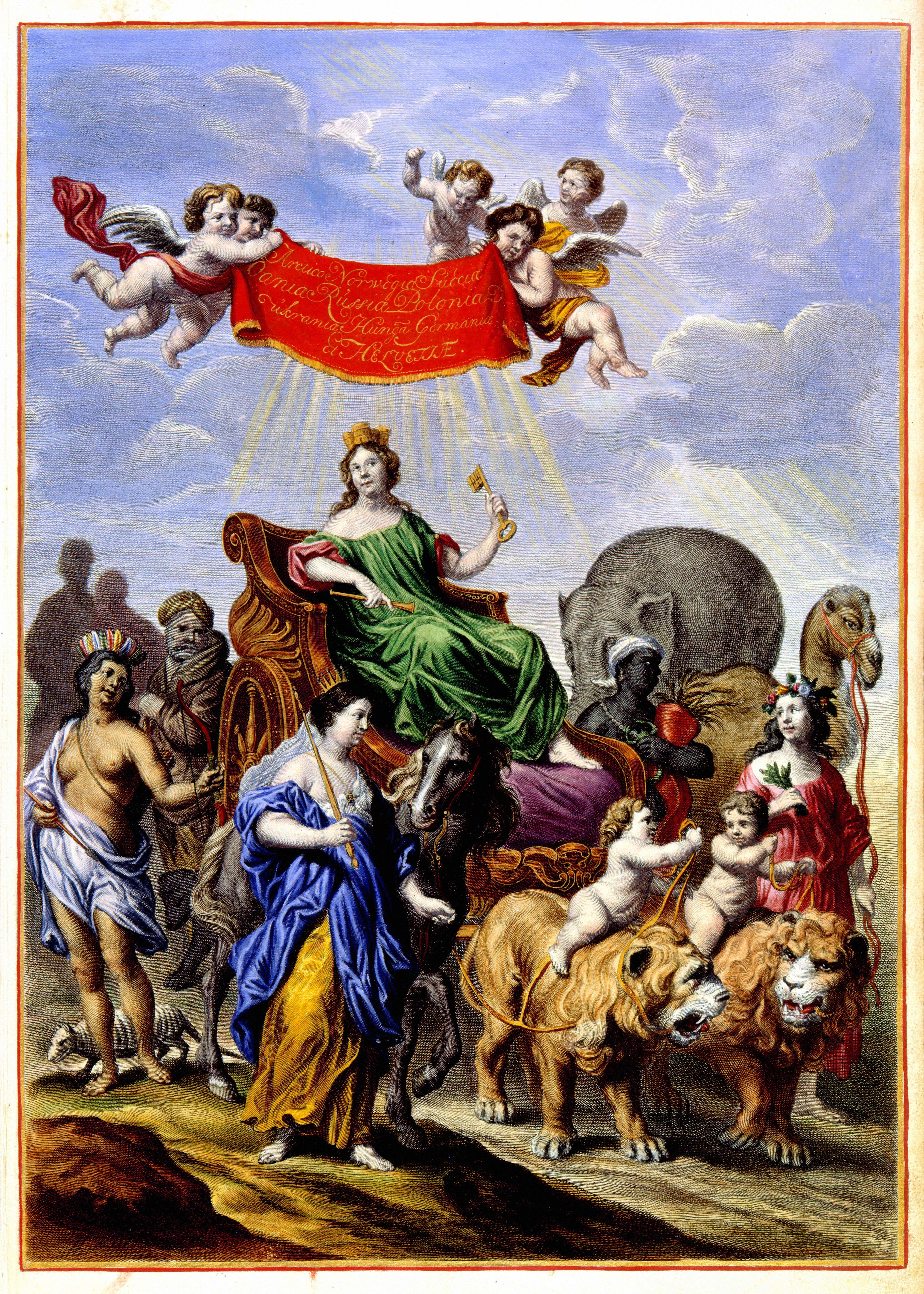
Een van de vier titelprenten van de Atlas van der Hagen. Deze is van het deel over: Arctico Norwegio Succia Dania Russia Polonia Ukraniae Hung:a Germania.

## Onderzoek
De afdeling Onderzoek van de KB houdt zich bezig met internationaal vooraanstaand onderzoek op het gebied van digitale technologie, duurzaam behoud en toegankelijkheid van zowel papieren als digitaal erfgoed. Belangrijke onderwerpen zijn de toepasbaarheid van kunstmatige intelligentie, het gebruik van big data, het toenemend belang van privacy & veiligheid, de veranderingen in de uitgeef- en publicatiewereld en de rol van openbare bibliotheken in de huidige samenleving.

In 2023 stelde NWO (de Nederlandse Organisatie voor Wetenschappelijk Onderzoek) 10,3 miljoen euro beschikbaar voor het project HAICu (digital Humanities Artificial Intelligence Cultural heritage),  waarvan KB medeoprichter is. Het doel van het project is het verbeteren van het ontsluiten van digitale erfgoedcollecties, waarvoor kunstmatige intelligentie (AI) wordt ingezet. Het project heeft een looptijd van 6 jaar.

## Depot van Nederlandse Publicaties
Ondanks vele pogingen van vroegere commissies en de Studiecommissie Wettelijk Depot kwam een wettelijk depot niet tot stand. Daarom is de KB op 1 januari 1974 begonnen met een vrijwillig Depot van Nederlandse Publicaties. Uiteindelijk antwoordde de minister in 1984 op vragen uit de Tweede Kamer dat van een wettelijk depot werd afgezien, omdat de invoering van een verplicht depot onnodig zou zijn. In 1985 werden bij besluit van de ministerraad departementen en instellingen van de rijksoverheid en door de rijksoverheid gesubsidieerde instellingen verplicht een gratis exemplaar van hun publicaties bij de KB in te leveren. De KB streeft naar een zo volledig mogelijke Nederlandse collectie van in Nederland uitgegeven, in het buitenland geschreven door Nederlanders of over Nederland handelende boeken, tijdschriften en geografische kaarten, gedrukt of digitaal, en een groot deel is ook aanwezig. Vanaf het begin werden bladmuziek (omdat de hoeveelheid publicaties per jaar te grote omvang had voor verwerking binnen het Depot) en brailleboeken (om niet onnodig exemplaren te onttrekken aan de blindenbibliotheken) uitgesloten. In eerste instantie werden er ook lokale huis-aan-huisbladen opgenomen, maar in 1992 werd de acquisitie hiervan stopgezet. De titelgegevens van de publicaties worden opgenomen in de Nederlandse Bibliografie. In 1976 werd de redactie van Brinkman's Cumulatieve Catalogus van Boeken overgenomen van uitgeverij Samsom-Sijthoff, waarmee deze de status van nationale bibliografie verkreeg. De KB voert de Depot-taak uit sinds 1974 en beheert daarmee een onderdeel van het Nederlands cultureel erfgoed. Ter bescherming van de belangen van de houders van auteursrecht zijn de publicaties alleen ter plaatse te raadplegen, tenzij de houder van het auteursrecht toestemt in online raadplegen.
Enkele soorten publicaties worden niet verzameld, zoals periodieke uitgaven met een erg lokaal karakter (bijv. clubbladen).
In tegenstelling tot de depots van veel nationale bibliotheken vindt bijdrage aan het Depot van Nederlandse publicaties plaats op vrijwillige basis; uitgevers mogen zelf bepalen of zij hun publicaties al dan niet gratis aan de KB leveren. In andere landen is deze depotfunctie van nationale bibliotheken vaak vastgelegd in een wet waarin uitgevers verplicht worden te leveren. De KB is door het Depot een van de grootste deelnemers aan de Nederlandse Centrale Catalogus (NCC) en het daarmee verbonden Gemeenschappelijk Geautomatiseerd Catalogiseersysteem (GGC) In de periode 2000-2003 ontwikkelde de bibliotheek met een speciale subsidie van 7 miljoen euro het digitale archief van Het Geheugen van Nederland.

## Wet stelsel openbare bibliotheekvoorzieningen
De Eerste Kamer heeft op 18 november 2014 het wetsontwerp Wet stelsel openbare bibliotheekvoorzieningen (Wsob) aangenomen, ('de bibliotheekwet'). De bibliotheekwet is vanaf 1 januari 2015 van kracht en vanaf dat moment gaan vier organisaties uit de bibliotheekwereld samen verder onder de naam Koninklijke Bibliotheek. Deze organisaties zijn het Sectorinstituut Openbare Bibliotheken (SIOB), de Stichting Bibliotheek.nl (BNL), de Digitale Bibliotheek voor de Nederlandse Letteren (DBNL) en de Koninklijke Bibliotheek (KB).

## STCN
De Short-Title Catalogue, Netherlands (STCN) is een dienst van de KB. Het betreft een database van de Nederlandse retrospectieve bibliografie tot 1800. De database bevat (verkorte) beschrijvingen van alle boeken die tot en met het jaar 1800 zijn verschenen binnen de landsgrenzen van het huidige Nederland en van alle boeken die buiten Nederland in de Nederlandse taal zijn gepubliceerd. De STCN wordt gemaakt op basis van de collecties van bibliotheken in en buiten Nederland. De omvang van het bestand is ruim 215.000 titels in meer dan 620.000 exemplaren (begin 2021). De STCN werd tot stand gebracht in een project. Het project is in 2009 afgerond. De dienst wordt voortgezet door de KB en het bestand wordt dagelijks uitgebreid.

## Datalab
Sinds 2007 archiveert de KB Nederlandse web sites die van cultureel-historisch belang zijn. Deze worden zoveel mogelijk integraal opgeslagen. Wegens de privacywetgeving moet voor het archiveren van een .nl-web site toestemming worden gegeven. Gehoopt wordt op deze manier een tijdsbeeld vast te leggen voor toekomstige generaties.

## Geschiedenis

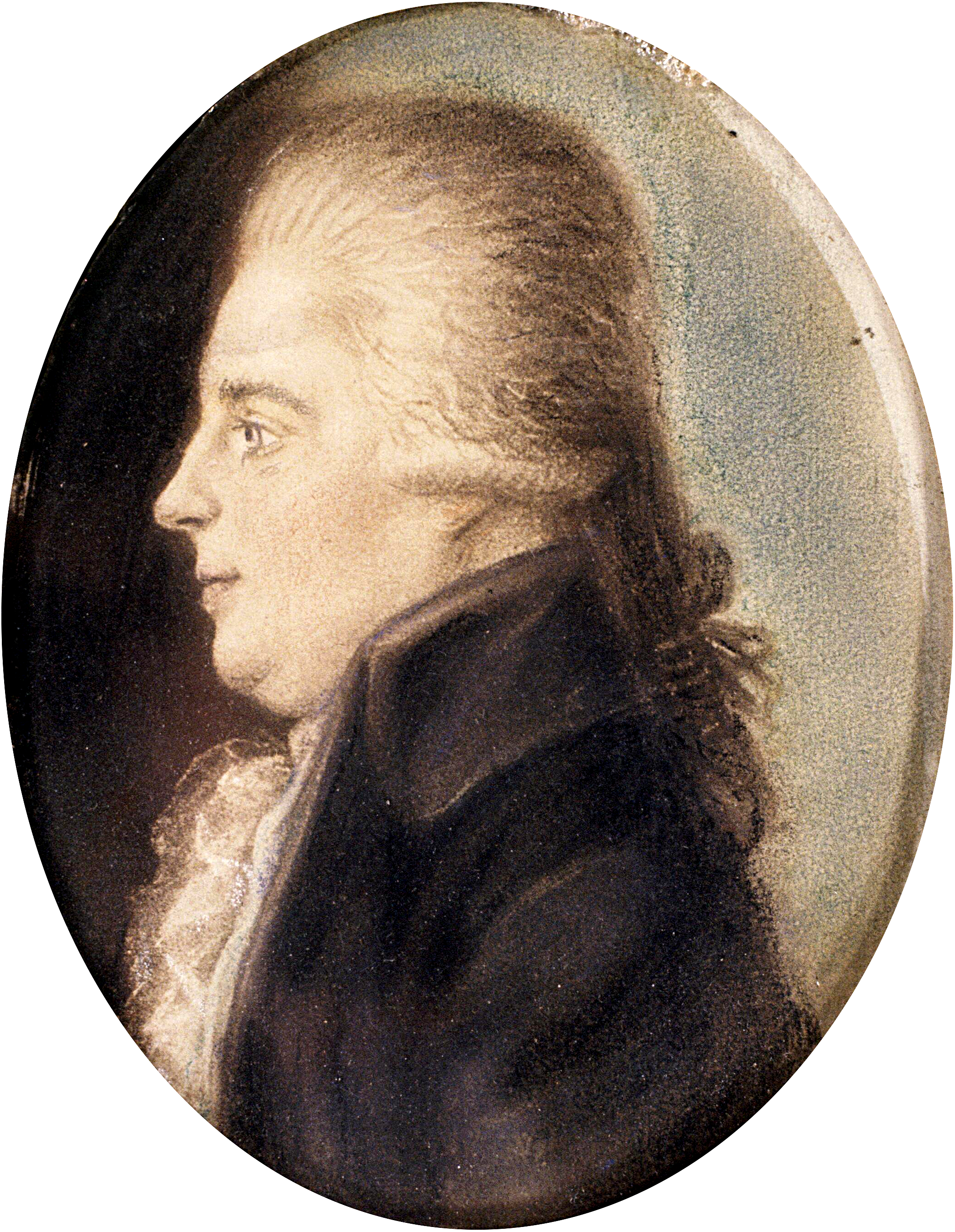
Albert Jan Verbeek (1758-1829), politicus, preceptor. Initiatiefnemer van de stichting van de Nationale Bibliotheek van Nederland in 1798, later genaamd de Koninklijke Bibliotheek.

Op 17 augustus 1798 deed de politicus Albert Jan Verbeek (1758-1829) het voorstel om een Nationale Bibliotheek op te richten. De achtergelaten boekenverzameling van de uitgeweken stadhouder Willem V zou hiervoor als basis moeten gaan dienen. Deze was inmiddels tot nationaal bezit verklaard. Op 8 november 1798 werd door de volksvertegenwoordiging het formele besluit genomen tot de stichting van een Nationale Bibliotheek. Aanvankelijk werd de Nationale Bibliotheek ondergebracht in enkele vertrekken van de voormalige stadhouderlijke vleugel op het Binnenhof, aan de zijde van het Buitenhof. Als beheerder werd in 1799 Charles Sulpice Flament aangesteld. Flament publiceerde in 1800 de eerste catalogus van de Nationale Bibliotheek.
Omdat in 1807 de nieuwe koning Lodewijk Napoleon zijn intrek in de stadhouderlijke vleugel nam, moest de bibliotheek verhuizen en werd deze ondergebracht in het Mauritshuis, aan de andere kant van het Binnenhof. Vanaf 1806 mocht het zich de Koninklijke Bibliotheek noemen. Niet alleen verleende de koning deze titel, hij deed diverse belangrijke aankopen voor de bibliotheek, waaronder de verzamelingen Saxe, Romswinckel en Visser. Na de inlijving van Nederland in het Franse Keizerrijk, werd bij keizerlijk besluit van 27 juni 1811 de Koninklijke Bibliotheek in eigendom afgestaan aan de gemeente Den Haag. Tevens bepaalde keizer Napoleon Bonaparte dat commissarissen van de Keizerlijke Bibliotheek te Parijs, uit de verzameling alle boeken en prenten zouden mogen ontvreemden, die in de verzameling van hun eigen bibliotheek ontbraken. Vele boeken en prenten werden naar Parijs afgevoerd. Vooral vele prenten zouden na de val van keizer Napoleon nooit terugkeren.
De gemeente Den Haag had nauwelijks genoeg geld om de collectie te laten beheren en moest daarnaast een jaarlijkse huur voor het gebouw opbrengen van 4.000 gulden. Toen in 1813 prins Willem Frederik in Nederland terugkeerde, bood de gemeente hem de bibliotheek aan. De inmiddels tot soeverein vorst verklaarde Willem Frederik, aanvaardde de bibliotheek als rijkseigendom, waardoor de Staat de verantwoordelijkheid kreeg voor het beheer, onderhoud en de huur. Na zijn inhuldiging als Koning der Nederlanden in 1815, bleek Willem I net als zijn voorganger Lodewijk Napoleon een goed mecenas voor de bibliotheek. Hij deed belangrijke aankopen om de collectie verder op te bouwen. Daarnaast droeg hij gedurende zijn regering diverse verzamelingen over, waaronder die van de secretarie van het Kabinet van de Koning en uit zijn privébezit de zogeheten Dillenburgse Bibliotheek. Willem I bevestigde het gebruik van het Predicaat Koninklijk voor de Koninklijke Bibliotheek.
Na enkele jaren werd de omvang van de Koninklijke Bibliotheek te groot voor het Mauritshuis. In 1821 verhuisde deze daarom naar het Huis Huguetan aan het Lange Voorhout, nadat deze eerst was verbouwd om het geschikt te maken voor dat doel. Door de toevoeging van vele schenkingen en legaten had de bibliotheek vele dubbele exemplaren in haar bezit. In 1838 werd daarom een openbare verkoop georganiseerd in het gebouw, waardoor er weer wat extra ruimte ontstond voor de steeds verder groeiende collectie.
Ook de organisatie van de bibliotheek groeide mee: In 1875 bestond deze uit de bibliothecaris, een onderbibliothecaris, een amanuensis, twee assistenten en een conciërge die zorg droeg voor het pand. In 1900 bestond de organisatie uit een bibliothecaris, drie onderbibliothecarissen, een amanuensis, twee wetenschappelijke assistenten, een tijdelijk ambtenaar, vier assistenten, een conciërge en een hulp-conciërge. Niet in het minst was ook het toegenomen bezoekersaantal verantwoordelijk voor de groei van het personeelsbestand. In 1888 werd een eerste leeszaal geopend en in 1897 een tweede. Ook dat bleek niet voldoende, waardoor de bezoekers vaak moesten uitwijken naar de zogeheten Kunstzaal. Deze was in 1894 geopend om toegang te verlenen tot de omvangrijke verzameling prenten en platen. In 1890 bezochten 12.130 mensen de KB, terwijl er in het jaar 1900 sprake was van 26.631 bezoekers. Daarom werd er in 1908 ruimte bijgebouwd, in de achtertuin aan de Kazernestraat. De nieuwe vleugel telde zes verdiepingen op een souterrain. Daarin was onder andere een nieuwe leeszaal gerealiseerd, waarin 84 bezoekers plaats konden nemen. In de nieuwe zaal bevonden zich de meest actuele jaargangen van 450 tijdschriften en vele naslagwerken, zoals encyclopedieën en woordenboeken. De Kunstzaal werd toen opgeheven. In 1922 nam de KB het initiatief tot een Centrale Catalogus (CC) van boeken, waaraan tientallen bibliotheken gingen meewerken. In 1943 werd een afzonderlijke centrale catalogus voor periodieken (CCP) ingericht. In 1928 werd het Internationaal Ruilbureau aan de KB verbonden.
Omdat de opslagruimte te klein werd bouwde men in 1956 een toren van 5 verdiepingen, later uitgebreid tot 8 verdiepingen, aan de Kazernestraat, die met een tunnel en luchtbrug verbonden was met het hoofdgebouw. In de tweede helft van de jaren zestig dreigde het historische gebouw onder de boekenlast te bezwijken hetgeen leidde tot een spoedontruiming en de vraag hoe dit probleem in de toekomst op te vangen. In 1960 werd het Museum van het Boek opgericht, dat een combinatie vormde met het bestaande Museum Meermanno-Westreenianum, dat in 1852 was opengesteld. Vanaf dat jaar fungeerde de bibliothecaris van de KB als hoofdbestuurder van het museum. Het museum werd in 1994 verzelfstandigd. Een aantal jaren later werd een gedeelte van een pakhuis betrokken aan het Westeinde, waar de krantencollectie en de collecties van het Depot van Nederlandse Publicaties werden ondergebracht. In het laatste kwart van de 20e eeuw was de KB een van de drie overheidsinstellingen waar gewetensbezwaarden militaire dienst een periode van 3 maanden hun vervangende dienstplicht tijdelijk konden voldoen, in afwachting van hun vaste aanstelling door het ministerie van Defensie en later het Ministerie van Sociale Zaken. De andere twee instellingen waren het Algemeen Rijksarchief en de Staatsuitgeverij. Zij vormden toen ongeveer 10% van het personeel van de KB. In 1976 werd Pica in het gebouw gehuisvest, dat in 1989 naar een eigen gebouw in Leiden verhuisde. Bij de opening van het nieuwe gebouw werd een Koninklijke Besluit bekende gemaakt, Besluit van 7 september 1982, houdende de regeling inzake de Koninklijke Bibliotheek als nationale bibliotheek. In 1984 werd de eerste Dienstcommissie gekozen, die de vergadering van afdelingshoofden verving. In augustus 1993 werd de verzelfstandiging van de KB formeel afgerond met de inwerkingtreding van de Wet op het hoger onderwijs en wetenschappelijk onderzoek (WHW).

## Speciale tentoonstellingen
Ter gelegenheid van het tweehonderdjarig bestaan van de bibliotheek in 1998 werd in de Nieuwe Kerk in Amsterdam de tentoonstelling Het wonderbaarlijke alfabet georganiseerd en werden er drie boeken en een speciale postzegel van 80 cent uitgegeven. In 2002 werd de volgende grote tentoonstelling Wonderland, van Pietje Bell tot Harry Potter, speciaal voor kinderen, gehouden in de Kunsthal Rotterdam, waarbij een keuze was gemaakt uit haar collectie van 125.000 jeugdboeken. Dankzij steun van het VSBfonds dat zorg droeg voor het vervoer van ruim 40.000 schoolkinderen tussen 8 en 12 jaar uit heel Nederland, werd deze een groot succes. Bij het in gebruik nemen van een nieuwe magazijn-uitbouw van het KB-complex werd daar in 2006 de tentoonstelling Magazine! georganiseerd. Deze was opgezet als een driedimensionaal tijdschrift waar de bezoeker letterlijk in rondloopt.

## Huisvesting

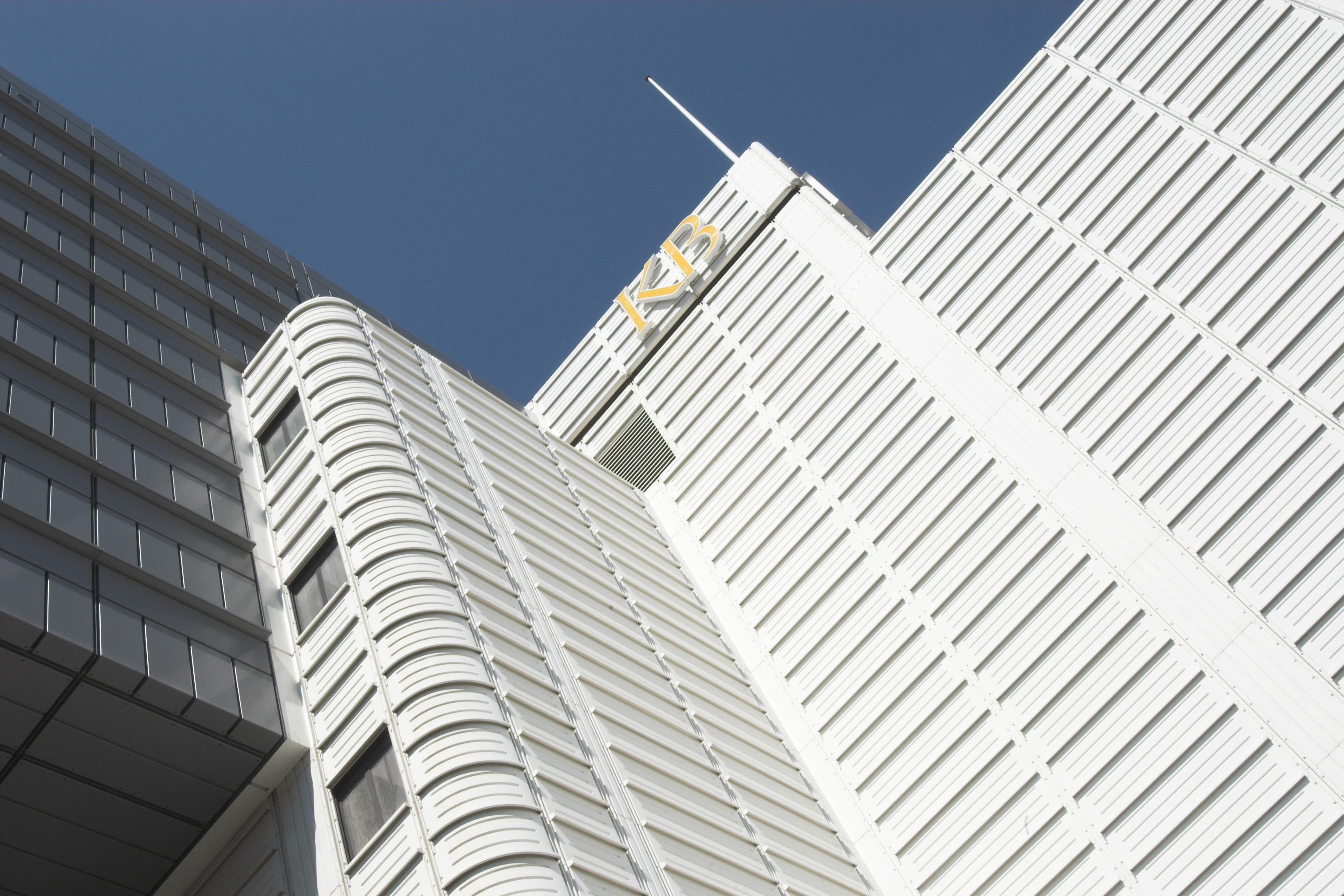
Het bibliotheekgebouw uit 1982 aan het Prins Willem Alexanderhof in Den Haag

In 1973 werd door de Rijksgebouwendienst de opdracht verstrekt aan de architecten A. Hagoort, P.B.M. van der Meer en A.J. Trotz van Bureau OD205. voor een nieuw gebouw, waarvan de bouw in 1977 begon. Sinds 1982 is de bibliotheek gehuisvest in een modern pand aan het Prins Willem Alexanderhof in Den Haag, naast het station Den Haag Centraal. Het gehele complex omvat ca. 55.000 m² netto en ca. 78.000 m² bruto oppervlak (bruto inhoud 305.000 m³). Het gebouw, dat zich kenmerkt door 5.200 witte aluminium platen die de gevels bekleden, met afgeronde hoeken en terugspringende gevelvlakken, staat naast het Nationaal Archief. In het gebouw zijn ook het Literatuurmuseum, het Kinderboekenmuseum, RKD en de kantoren van Europeana, DEN, LIBER en IFLA gehuisvest. Ook is het secretariaat van CDNL in het KB-gebouw ondergebracht.
Eerder was de bibliotheek gevestigd in voormalig stadspaleis Huis Huguetan aan het Lange Voorhout (periode 1821 tot 1982), daarvoor in het Mauritshuis (periode 1807 tot 1821) en een plek aan het Binnenhof (periode 1798 tot 1807).
In juni 2018 werd aangekondigd dat de bibliotheek (althans het publieksdeel ervan) zal verhuizen naar het centrum van Den Haag. Dat is gezien vanaf de huidige locatie aan de andere kant van het Centraal Station. Het is gepland in het deel van het centrum dat als 'Campus Boulevard' gekenmerkt is, met als middelpunt de vestiging van de Universiteit Leiden aan de Wijnhaven.
In mei 2022 werd aangekondigd dat de magazijnen zullen verhuizen naar een nieuwe, moderne opslagplaats in de Harnaschpolder, nabij Den Hoorn in de gemeente Midden-Delfland. Het nieuwe magazijn wordt, in tegenstelling tot de huidige bewaarplaats, vrijwel geheel geautomatiseerd. Met een robotinstallatie kunnen collectiestukken uit het magazijn gehaald worden en worden teruggeplaatst. Het nieuwe magazijn zal volgens planning in gebruik worden genomen in 2028.

## Beheer en bestuur

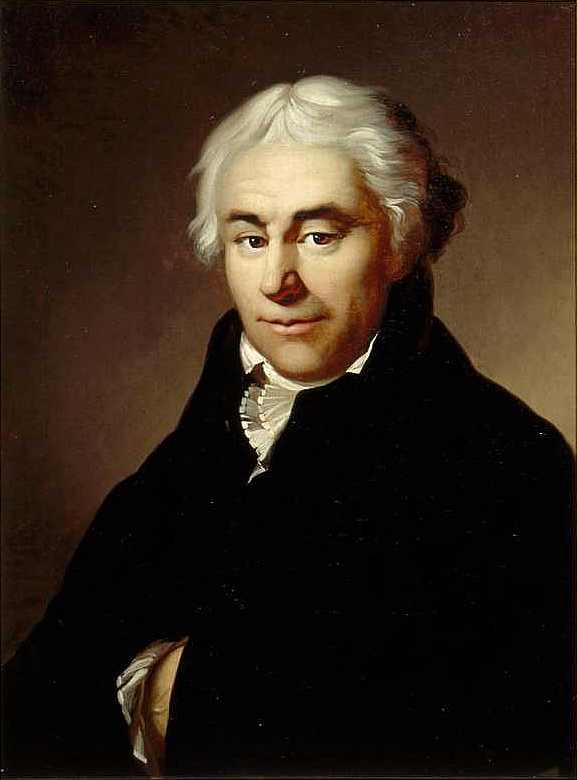
Charles Sulpice Flament (1758-1836)

### Bibliothecarissen van de Koninklijke Bibliotheek
- Charles Sulpice Flament (1798-1835)
- Johannes Willem Holtrop (1835-1868)
- Marinus Frederik Andries Gerardus Campbell (1868-1889)
- Theodoor Charles Lion Wijnmalen (1890-1895)
- Willem Byvanck (1895-1921)
- Philipp Christiaan Molhuysen (1921-1937)
- L. Brummel (1937-1962)
- C. Reedijk (1962-1986)
- Arie Wolter Willemsen[44] en Jaap van Heijst[45] (1987-1990)
- Wim van Drimmelen (1991-2008)
- Bas Savenije (2009-2014)
- Lily Knibbeler (2015- juli 2024)[46][47]
- Wilma van Wezenbeek (september 2024-)[48]

### Algemeen Bestuurscollege
In 1986 besloot toenmalig minister Wim Deetman om de KB meer zelfstandig te maken. Tot dat moment viel de KB direct onder het ministerie van Onderwijs en Wetenschappen. Het op te richten Algemeen Bestuurscollege kreeg voortaan samen met de bibliothecaris-directeur de algehele leiding.
De eerste bestuursvoorzitter was van 1987 tot 1991 Thijmen Jansen, voorzitter van de Bibliotheekraad en oud-NCRV voorzitter. Diens opvolger was van 1991 tot 1996 dr. ir. B. Okkerse, oud-directeur-generaal voor het hoger onderwijs en wetenschappelijk onderzoek. Van 1996 tot 2004 was oud-politicus en bestuurder Henk Vonhoff voorzitter van het Algemeen Bestuurscollege van de KB. In 2004 volgde oud-minister Elco Brinkman hem op. Sinds 1 november 2015 is Tjibbe Joustra voorzitter van het Algemeen Bestuurscollege.

## Galerij

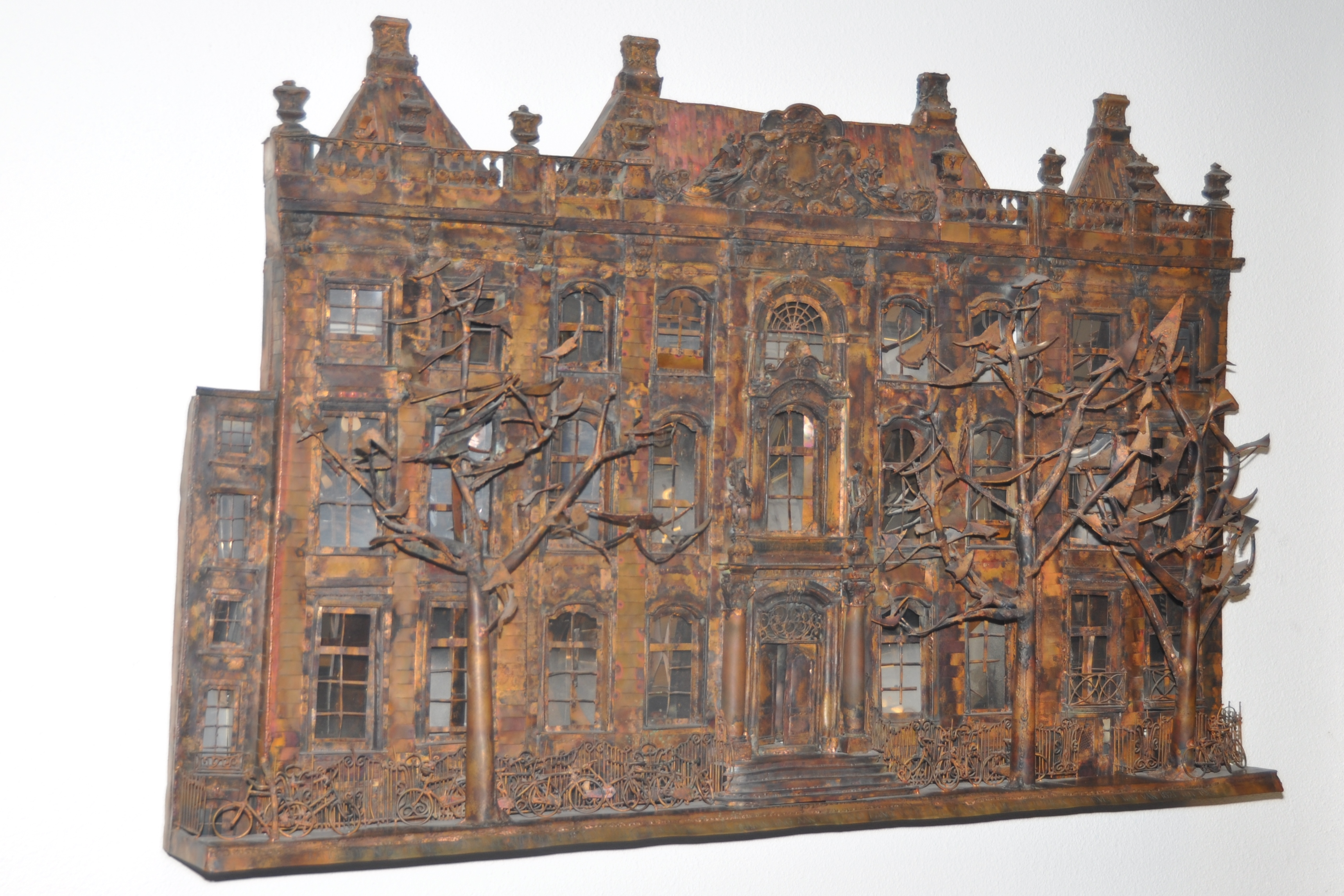
Sculptuur van de voorkant van de Koninklijke Bibliotheek, 1821-1982, in de leeszaal van het huidige gebouw, 2014
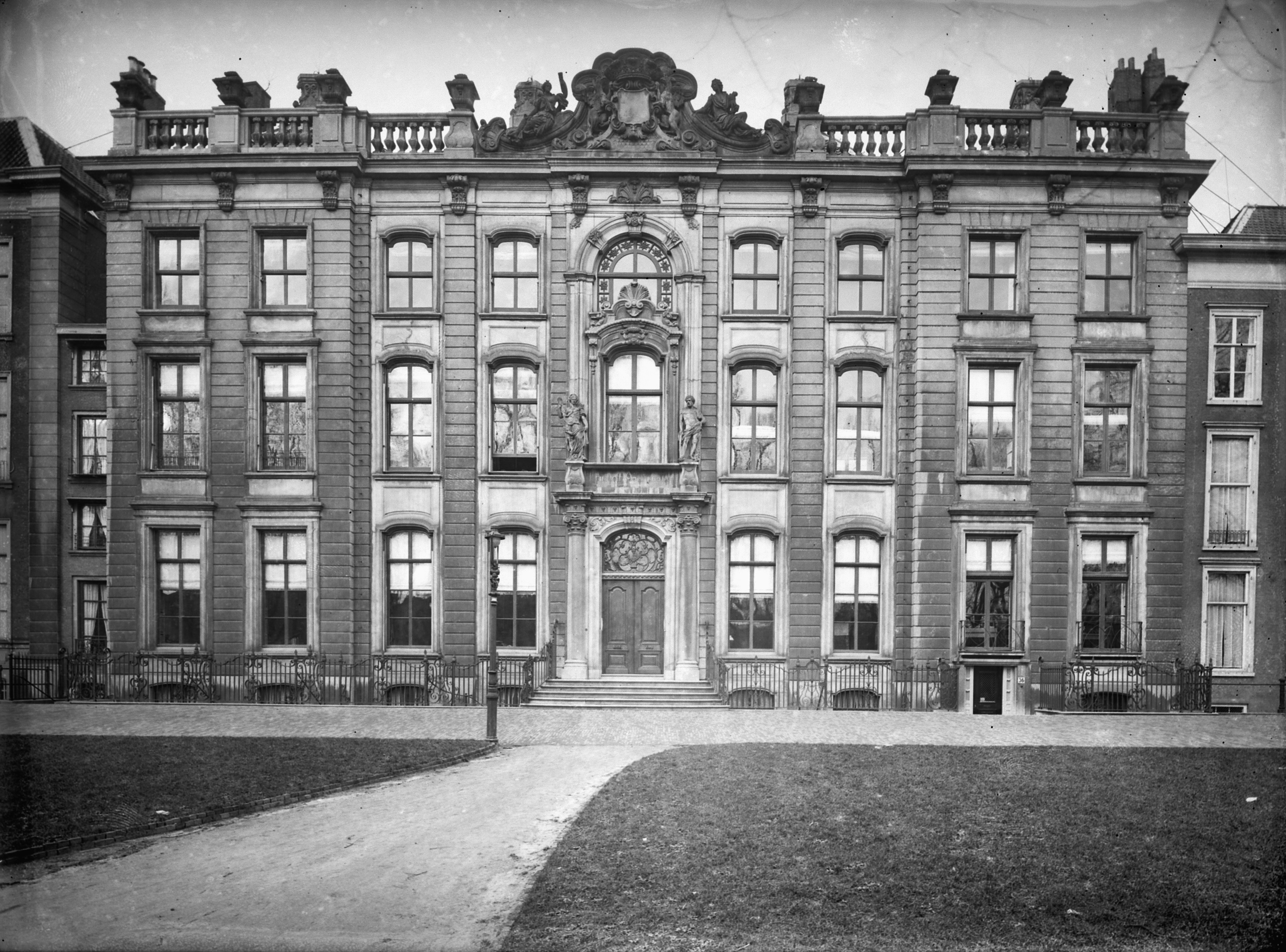
Voorgevel van de KB aan het Lange Voorhout, januari 1925
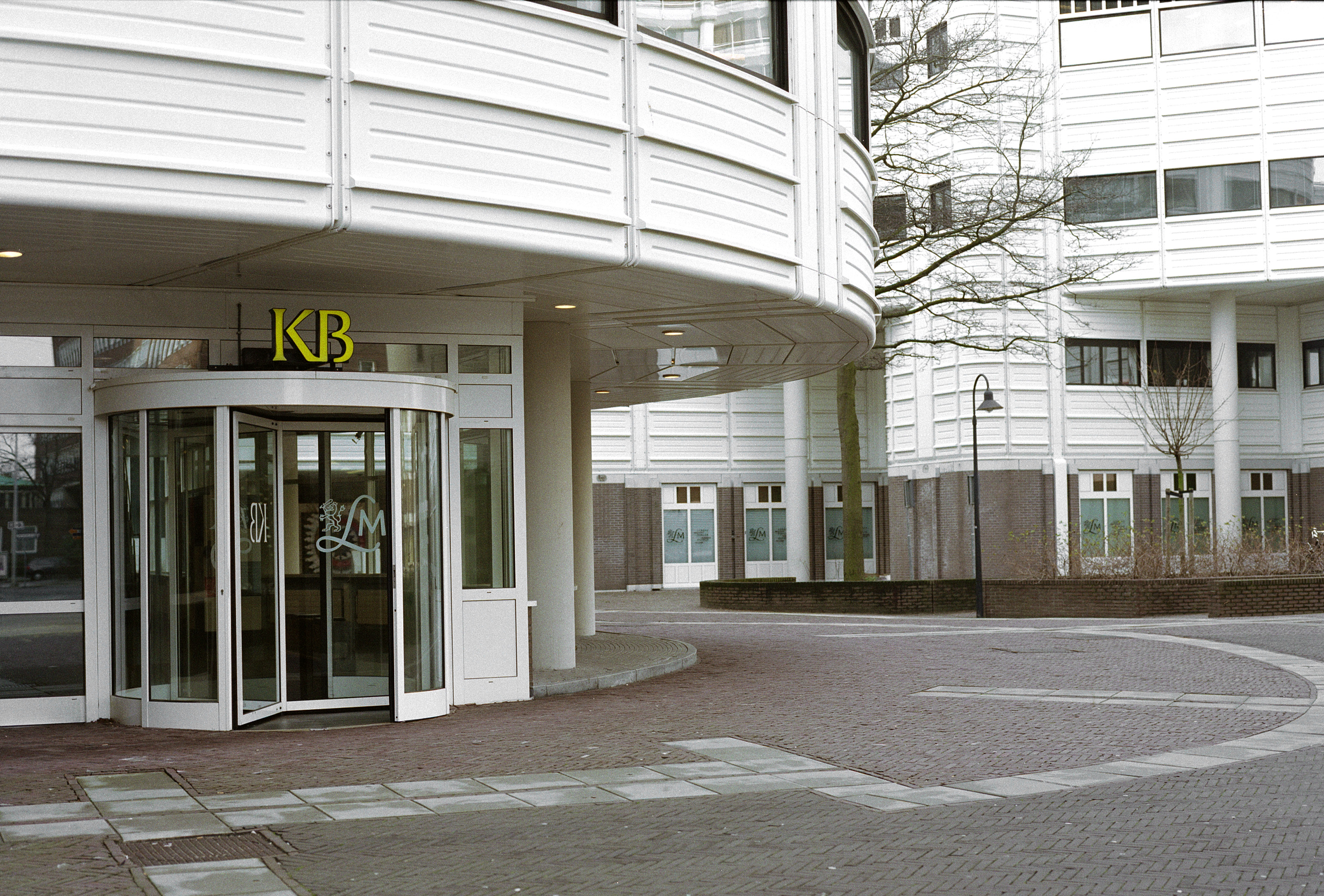
Hoofdingang KB, 2007
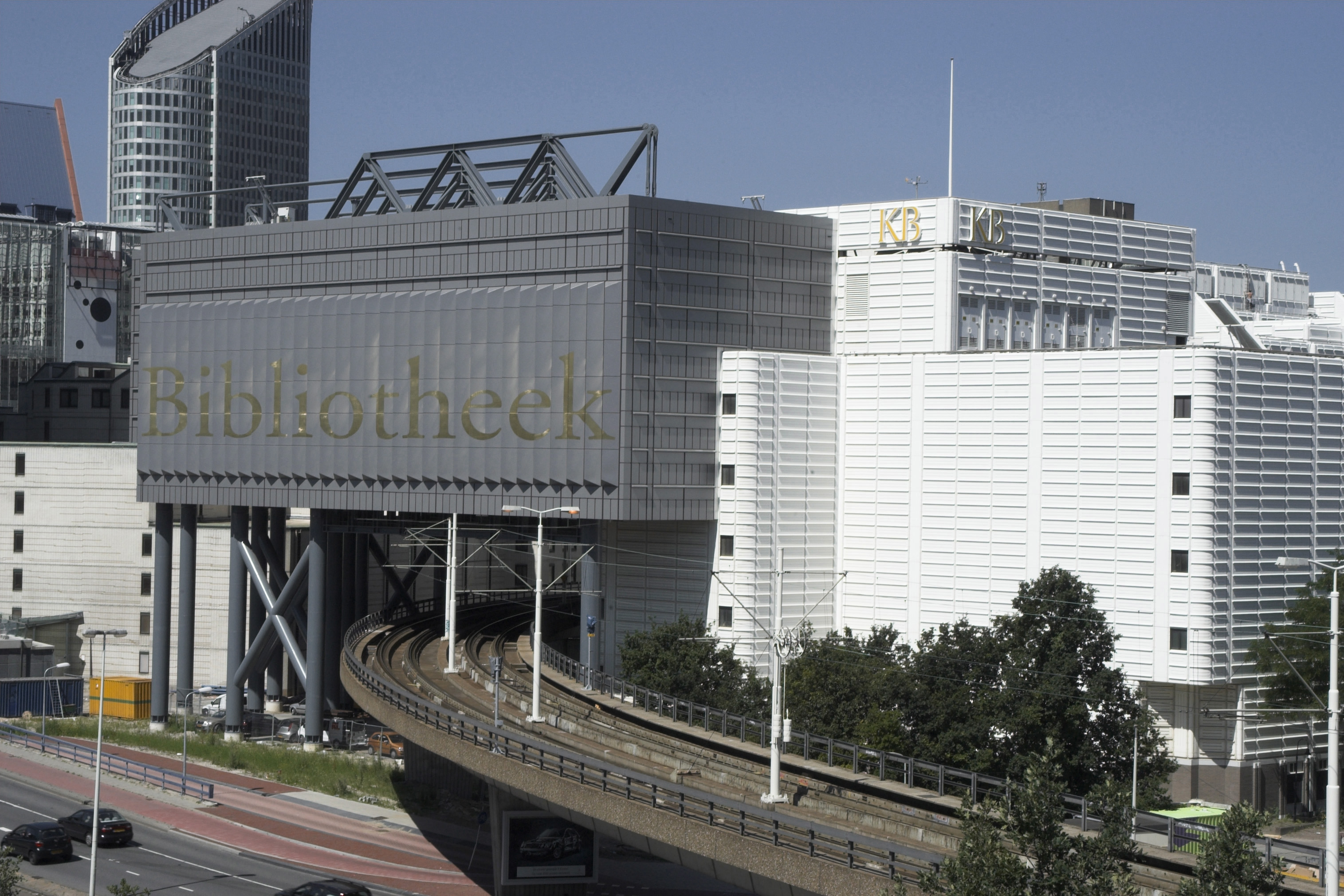
Achterzijde en magazijn KB, 2009
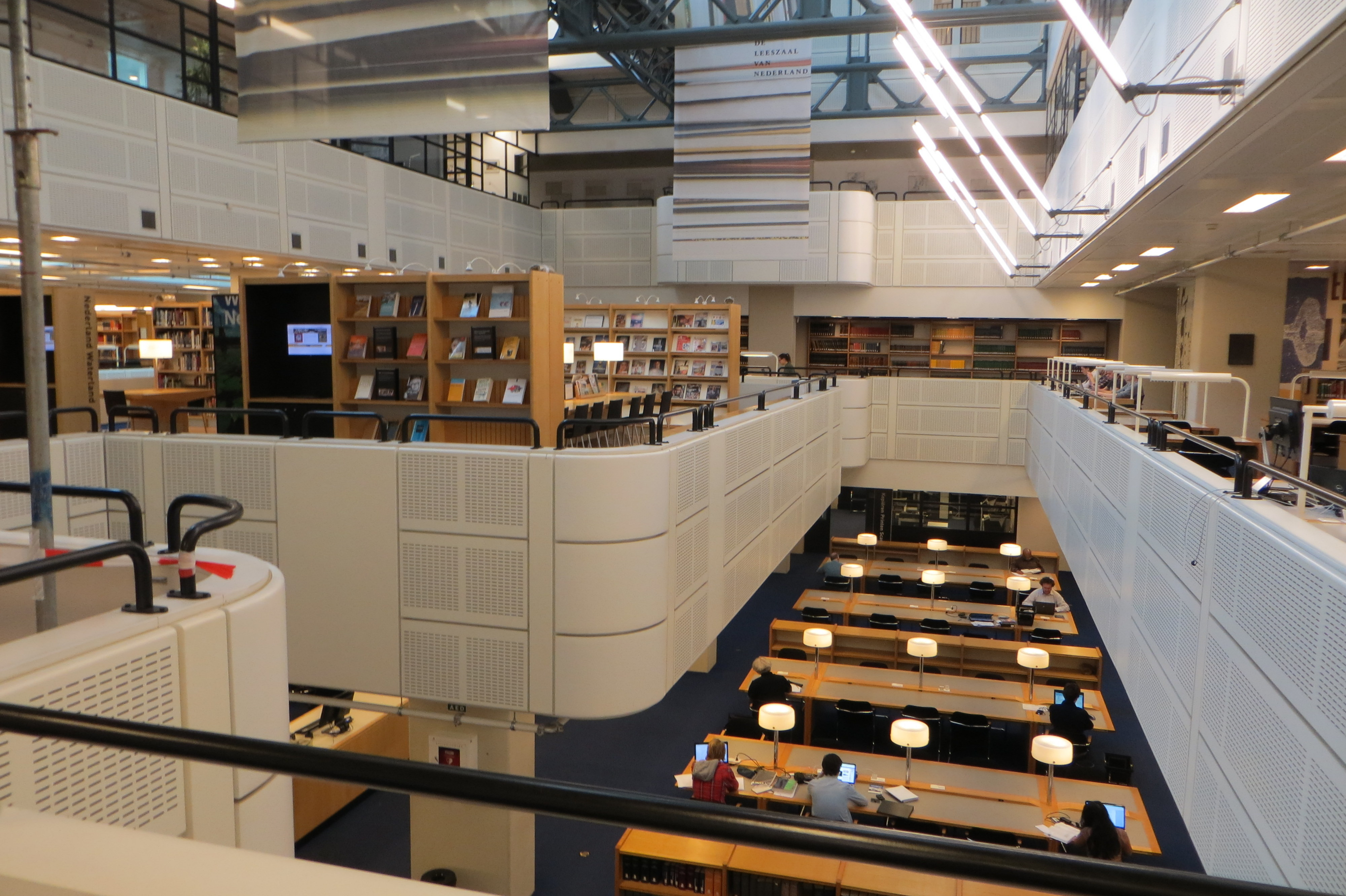
Leeszaal, Koninklijke Bibliotheek, 2015
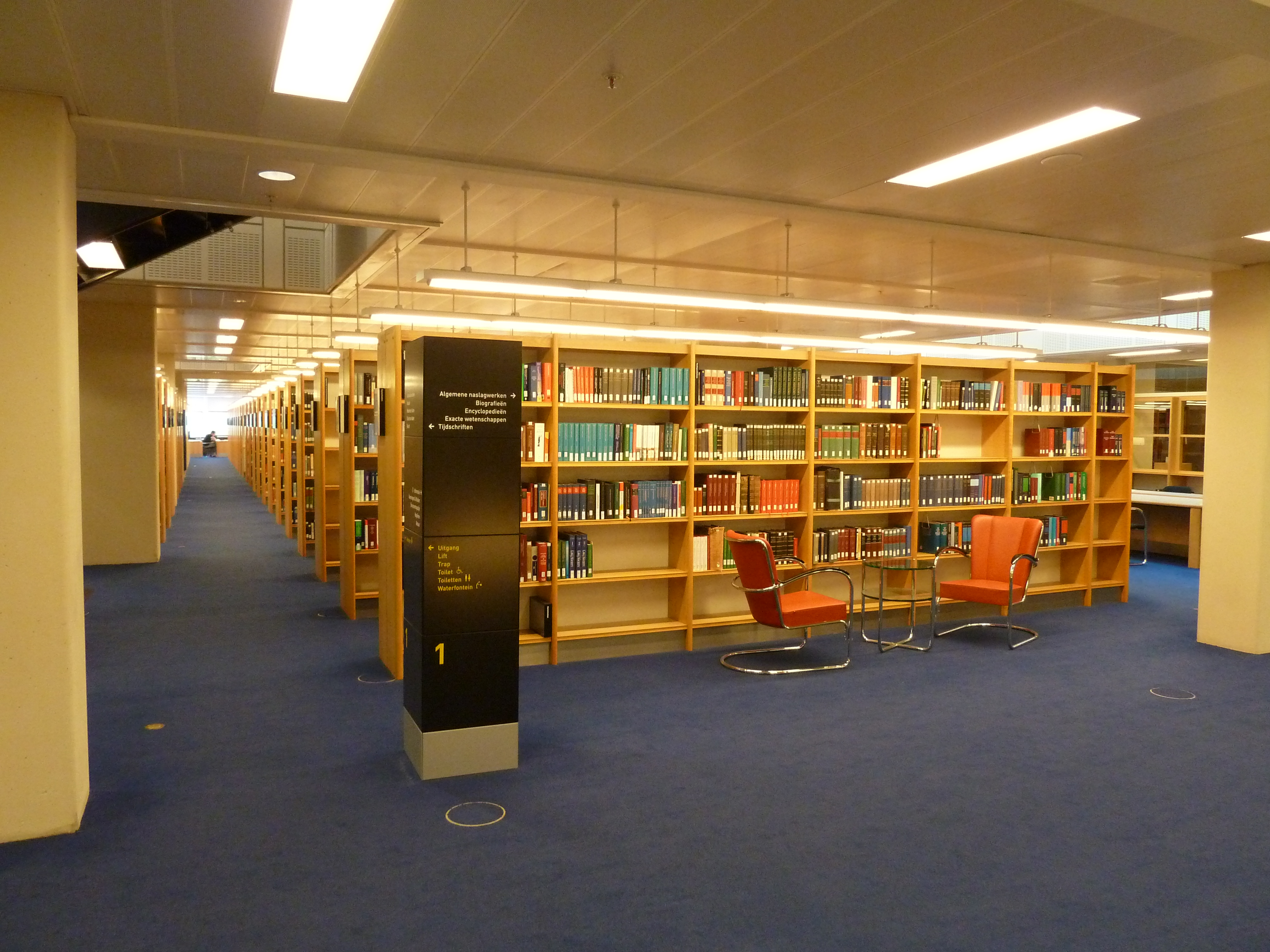
Leeszaal, Koninklijke Bibliotheek, 2013
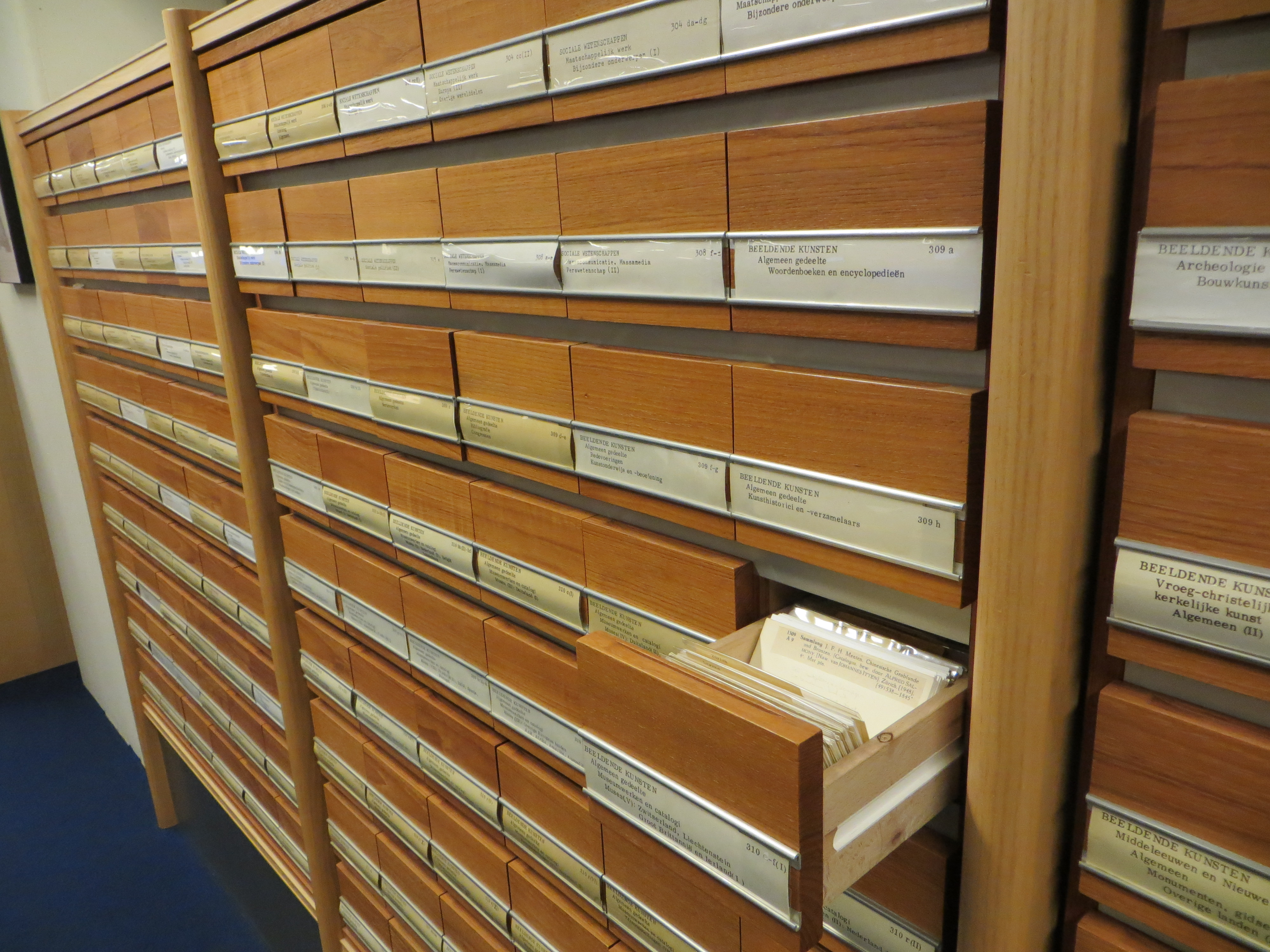
Oude catalogus, Koninklijke Bibliotheek, 2015
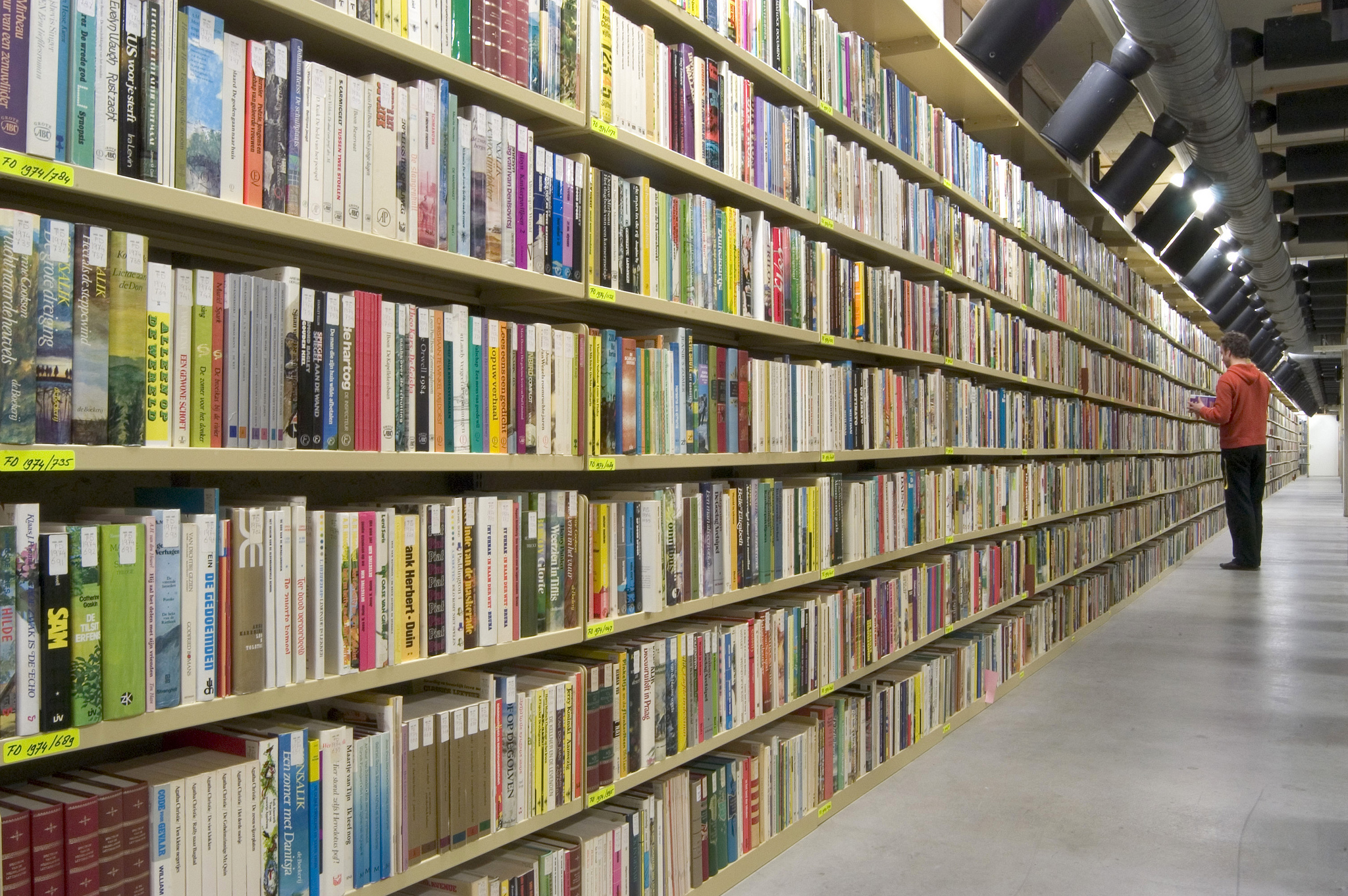
Magazijnen van de KB, 2009
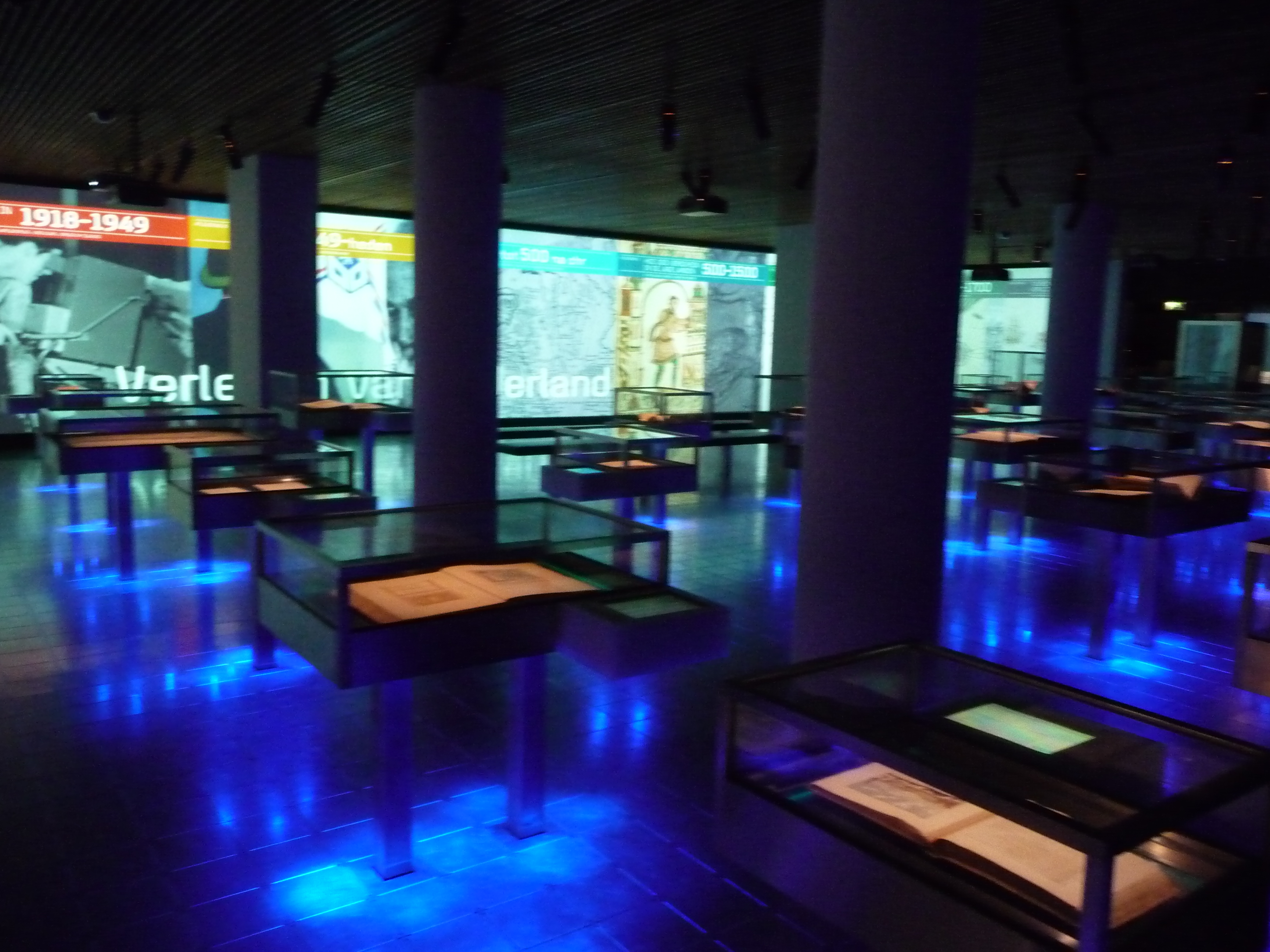
Tentoonstellingsruimte Topstukken KB, 2008
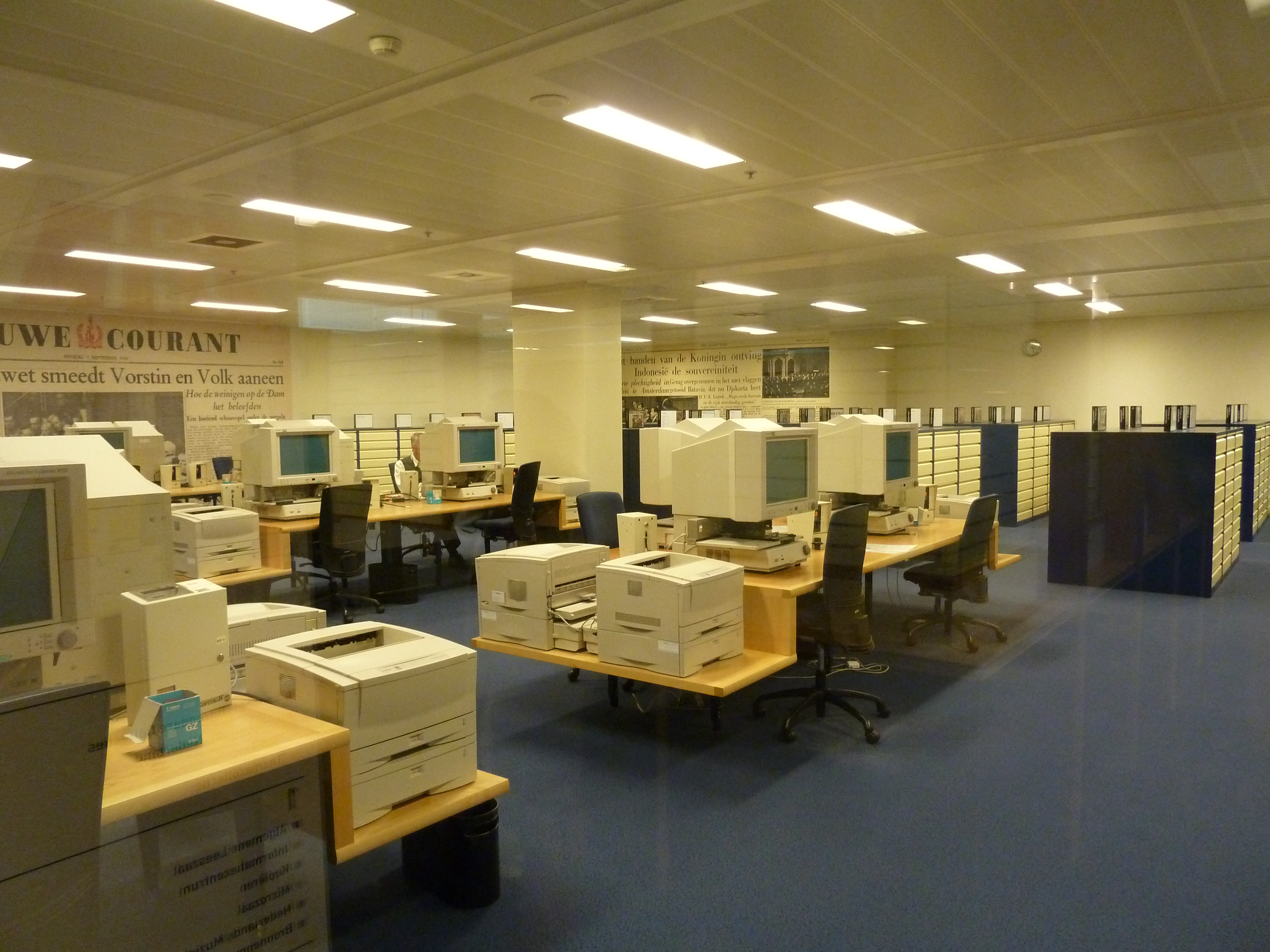
Microfiche en microfilm ruimte, 2013